# ويد ماكليود
ويد ماكليود هو لاعب هوكي الجليد كندي، ولد في 20 يناير 1987 في كوكويتلام في كندا.

## وصلات خارجية
- ويد ماكليود على موقع دوري الهوكي الوطني (الإنجليزية)
- ويد ماكليود على موقع EliteProspects.com (الإنجليزية)
- ويد ماكليود على موقع HockeyDB.com (الإنجليزية)